# Layla (pjesma)

"Layla" je ljubavna pjesma s albuma Layla and Other Assorted Love Songs kojeg je u prosincu 1970. objavila blues-rock grupa Derek and the Dominos. Pjesma je snažno obilježena i nepogrešivo prepoznatljiva po gitarističkoj figuri koju su odsvirali Eric Clapton i Duane Allman. Autor prvog stavka je Clapton, a kontrastnog drugog, pijanističkog, bubnjar grupe Jim Gordon.
Iako pjesma nakon prvog objavljivanja nije postigla zapažen komercijalni uspjeh, kasnije je uz opće odobravanje kritike i publike, stekla slavu kao jedna od najboljih rock pjesama svih vremena. Dvije verzije su dospjele na top liste: prva izdana kao skraćena singl verzija (bez drugog stavka) 1972.; i druga, dvadeset godina kasnije kao akustična verzija s Claptonovog albuma Unplugged.

## Inspiracija i pozadina
Pjesma je inspirirana Claptonovom neuzvraćenom ljubavi prema Pattie Boyd, britanskoj manekenki i tadašnjoj supruzi njegovog bliskog prijatelja George Harrisona.
Naslov pjesme "Layla" potiče iz "Priče o Layli", koju je u 12. stoljeću zapisao perzijski pjesnik Nizami Gandžavi, istinitoj priči o mladiću koji je poludio od ljubavi jer je njegova voljena, voljom njezina oca udana za drugoga.
Clapton je otvoreno priznao svoje osjećaje prema Boyd, ali to nimalo nije utjecalo na njegovo čvrsto prijateljstvo s Harrisonom. Par se razveo 1974. i Pattie se udala za Claptona 1979., a svadbenoj svečanosti prisustvovali su svi članovi The Beatlesa osim John Lennona.
Tijekom njihove veze Clapton je 1976.g. napisao baladu "Wonderful Tonight".
Clapton i Boyd su se razveli 1989.

## Kompozicija i snimanje
Nakon raspada grupe Cream Clapton je pokušavao nastaviti karijeru s nekoliko grupa, a nakon raspada posljednje, s ostatkom članova (basist Carl Radle, bubnjar Jim Gordon, i klavijaturist Bobby Whitlock) formirao je Derek and the Dominos.
Od sredine do kraja 1970. Duane Allman (Allman Brothers Band) je pridružen grupi kao gost, a spojio ih je zajednički producent Tom Dowd. Obojica su otprije gajila uzajamno poštovanje jedan prema drugom i vrlo lako su našli zajednički glazbeni jezik. Dowd je pokušao opisati tu jedinstvenu gitarističku kemiju: "Bili su poput dvije ruke u jednoj rukavici".
Pjesmu je Clapton originalno zamislio kao baladu, ali Allmanov utjecaj je stvorio jednu od "rokerskih himni". Glavni riff je odsviran u D-molu i zapravo je malo ubrzana Allmanova interpretacija vokalne melodije "As the Years Go Passing By" koju je 1967.g. snimio Albert King. Allmanovo sviranje slide gitare Dowd je nazvao "notama koje ne postoje na tom instrumentu". 
Claptonova i Allmanova maestralna improvizacija drugog stavka pjesme odsviranog u C-duru, naglašena je pratnjom dosnimljene akustične gitare, i (za oktavu više) slide-gitare.
1992.g. Clapton je pozvan da doprinese svojim sudjelovanjem u novopokrenutoj seriji emisija MTV Unplugged. Istoimeni album snimljen uživo, uz brojne blues standarde uključio je i jednu re-aranžiranu, akustičnu, sporiju, jazzy verziju "Layle" koja je ubrzo dostigla slavu originala.
I sam Clapton se našalio na vlastiti račun: "Postao sam prestar da bih svaki put precizno odsvirao onaj zahtjevni riff..."

## Glazbenici (Unpluggedverzija)
- Eric Clapton - akustična solo gitara, glavni vokali
- Ray Cooper - udaraljke
- Nathan East - akustična bass gitara, prateći vokali
- Andy Fairweather-Low - akustična ritam gitara
- Steve Ferrone - bubnjevi
- Katie Kissoon - prateći vokali
- Chuck Leavell - piano
- Tessa Niles - prateći vokali